# چارلز اچ هنری
چارلز اچ هنری (انگلیسی: Charles H. Henry؛ زاده ۶ مه ۱۹۳۷–۱۶ سپتامبر ۲۰۱۶) یک فیزیک‌دان و مخترع اهل ایالات متحده آمریکا بود.